# Matt Ryan (aktor)
Matt Ryan, właśc. Matthew Darren Evans (ur. 11 kwietnia 1981 w Swansea) – walijski aktor. Wystąpił w roli Johna Constantine’a w serialach Constantine, Arrow i Legends of Tomorrow.

## Życiorys

### Wczesne lata
Urodził się w Swansea jako syn tancerki Marii Evans i producenta muzycznego Steve’a Evansa. Uczęszczał do szkół w Penyrheol, a następnie uczył się w Gorseinon College. W 2003 ukończył Bristol Old Vic Theatre School.

### Kariera
W wieku dziesięciu lat wystąpił na londyńskiej scenie West End jako Gavroche w musicalu Les Misérables. W 2004 dołączył do Royal Shakespeare Company, gdzie spędził dwa i pół roku. W 2009 debiutował na Broadwayu jako Horacy, przyjaciel tytułowego duńskiego księcia (Jude Law) w sztuce Williama Szekspira Hamlet.
Wystąpił jako Mick Rawson w serialu CBS Zabójcze umysły (2010) i Zabójcze umysły: Okiem sprawcy (Criminal Minds: Suspect Behavior, 2011).
W 2013 użyczył swojego głosu postaci Edwarda Kenwaya w przygodowej grze akcji Assassin’s Creed IV: Black Flag, stworzonej przez Ubisoft Montreal.
W lutym 2014 został zaangażowany do roli przebiegłego angielskiego czarodzieja Johna Constantine’a w trzynastu odcinkach serialu NBC Constantine. Constantine'a zagrał też w serialach The CW Arrow (2015) i Legends of Tomorrow, w którym z czasem dołączył do głównej obsady. Podłożył również głos tej postaci w Constantine: City of Demons - miniserialu animowanym i Constantine City of Demons: The Movie - filmie łączącym w sobie odcinki serialu, a także w Justice League: Mrok.
Pojawił się jako Joe O’Hara w 8 odcinkach serialu ITV The Halcyon (2017).
W 2015 na deskach Roundabout Theater Studio 54 zagrał rolę Laurenta w spektaklu Teresa Raquin wg powieści Émile’a Zoli obok Keiry Knightley.

## Role aktorskie

### Filmy
| Rok  | Tytuł                                           | Rola                    |
| ---- | ----------------------------------------------- | ----------------------- |
| 2002 | Pocket Money                                    | Johnny                  |
| 2004 | Przekładaniec                                   | Junkie 2                |
| 2007 | Consenting Adults                               | Charley Bullard         |
| 2007 | Krwiożercza małpa                               | Seth                    |
| 2008 | Niezwykły dzień panny Pettigrew                 | Gerry                   |
| 2009 | Wild Decembers                                  | Bugler                  |
| 2011 | Lep na muchy                                    | Gates                   |
| 2012 | Armistice                                       | Edward Sterling         |
| 2013 | 500 Miles North                                 | John Hogg               |
| 2017 | Justice League: Mrok                            | John Constantine (głos) |
| 2018 | Constantine City of Demons: The Movie           | John Constantine (głos) |
| 2020 | Adverse                                         | Jake                    |
| 2020 | Justice League Dark: Apokolips War              | John Constantine (głos) |
| 2022 | DC Showcase: Constantine - The House of Mystery | John Constantine (głos) |

### Seriale
| Rok     | Tytuł                          | Rola             | Uwagi                    |
| ------- | ------------------------------ | ---------------- | ------------------------ |
| 2001    | Nuts and Bolts                 | Gilly            |                          |
| 2004    | Mine All Mine                  | Tonker           | 1 odcinek                |
| 2007    | Dynastia Tudorów               | Richard Pace     | 2 odcinki                |
| 2008    | Komisariat Holby               | Frankie          | 1 odcinek                |
| 2008    | Torchwood                      | Dale             | 1 odcinek                |
| 2010    | Zabójcze umysły                | Mick Rawson      | 1 odcinek                |
| 2011    | Zabójcze umysły: Okiem sprawcy | Mick Rawson      | 13 odcinków              |
| 2014–15 | Constantine                    | John Constantine | główna rola; 13 odcinków |
| 2015    | Arrow                          | John Constantine | 1 odcinek                |
| 2017    | The Halcyon                    | Joe O’Hara       | 8 odcinków               |
| 2017–22 | Legends of Tomorrow            | John Constantine | w gł. obsadzie           |
| 2018    | Constantine: City of Demons    | John Constantine | głos, serial anim.       |
| 2019    | Flash                          | John Constantine | 1 odc.                   |
| 2019    | Batwoman                       | John Constantine | 1 odc.                   |
| 2022    | Harry Wild                     | Ross Duffy       | 1 odc.                   |
| 2022    | Harley Quinn                   | John Constantine | 1 odc.                   |